# Riina Sildos
Riina Sildos (Tallinn, 21 luglio 1964) è una produttrice cinematografica estone.

## Biografia
Nata e cresciuta a Tallinn. Dopo essersi diplomata alla Scuola secondaria di Tallinn n.7 (ora Collegio inglese di Tallinn). Nel 1982 si iscrive all'Università di Tartu, laureandosi in lingua e letteratura russa, laureandosi nel 1987 con una tesi sulla semiotica del cinema, relatore il professore Juri Lotman. Ha proseguito gli studi post laurea lo stesso anno presso l'Accademia delle scienze dell'università.
Ha iniziato la sua carriera come critico cinematografico per Eesti Rahvusringhääling (emittente pubblica estone). Nel 1994 è entrata a far parte di Radio estone, dove ha lavorato come editore anziano, poi direttrice del programma fino al 2000, quando è stata nominata amministratore delegato della Tallinn Black Nights Film Festival.
Ha fondato la Amrion Productions nel 2003.
Nel 2008 è stata insignita dell'Ordine della Stella bianca, classe V.

## Filmografia Selezionata
- Lotte nel Villaggio degli Inventori (Leiutajateküla Lotte), regia di Heiki Ernits e Janno Põldma (2006)
- Klass, regia di Ilmar Raag (2007)
- Mina olin siin, regia di René Vilbre (2008)
- Lotte e il segreto delle pietre di luna (Lotte ja kuukivi saladus), regia di Heiki Ernits e Janno Põldma (2011)
- A Lady in Paris, regia di Ilmar Raag (2012)
- Teesklejad, regia di Vallo Toomla (2016)
- Seltsimees laps, regia di Moonika Siimets (2018)
- Mihkel, regia di Moonika Siimets (2018)
- Quiet Life, regia di Alexandros Avranas (2024)